# Ражевское сельское поселение
Ражевское се́льское поселе́ние — упразднённое муниципальное образование в Голышмановском районе Тюменской области Российской Федерации.
Административный центр — село Ражево.

## История
Статус и границы сельского поселения установлены Законом Тюменской области от 5 ноября 2004 года № 263 «Об установлении границ муниципальных образований Тюменской области и наделении их статусом муниципального района, городского округа и сельского поселения».

## Население
| 2010 | 2011  | 2012  | 2013 | 2014 | 2015 | 2016 |
| ---- | ----- | ----- | ---- | ---- | ---- | ---- |
| 1022 | ↘1021 | ↘1000 | ↘975 | ↘972 | ↘943 | ↘904 |
| 2017 | 2018  | 2019  |      |      |      |      |
| ↘900 | ↘893  | ↘886  |      |      |      |      |

## Состав сельского поселения
| № | Населённый пункт | Тип населённого пункта       | Население |
| - | ---------------- | ---------------------------- | --------- |
| 1 | Козловка         | деревня                      | 77        |
| 2 | Малоемецк        | деревня                      | 159       |
| 3 | Ражево           | село, административный центр | 786       |